# Gregor von Berg

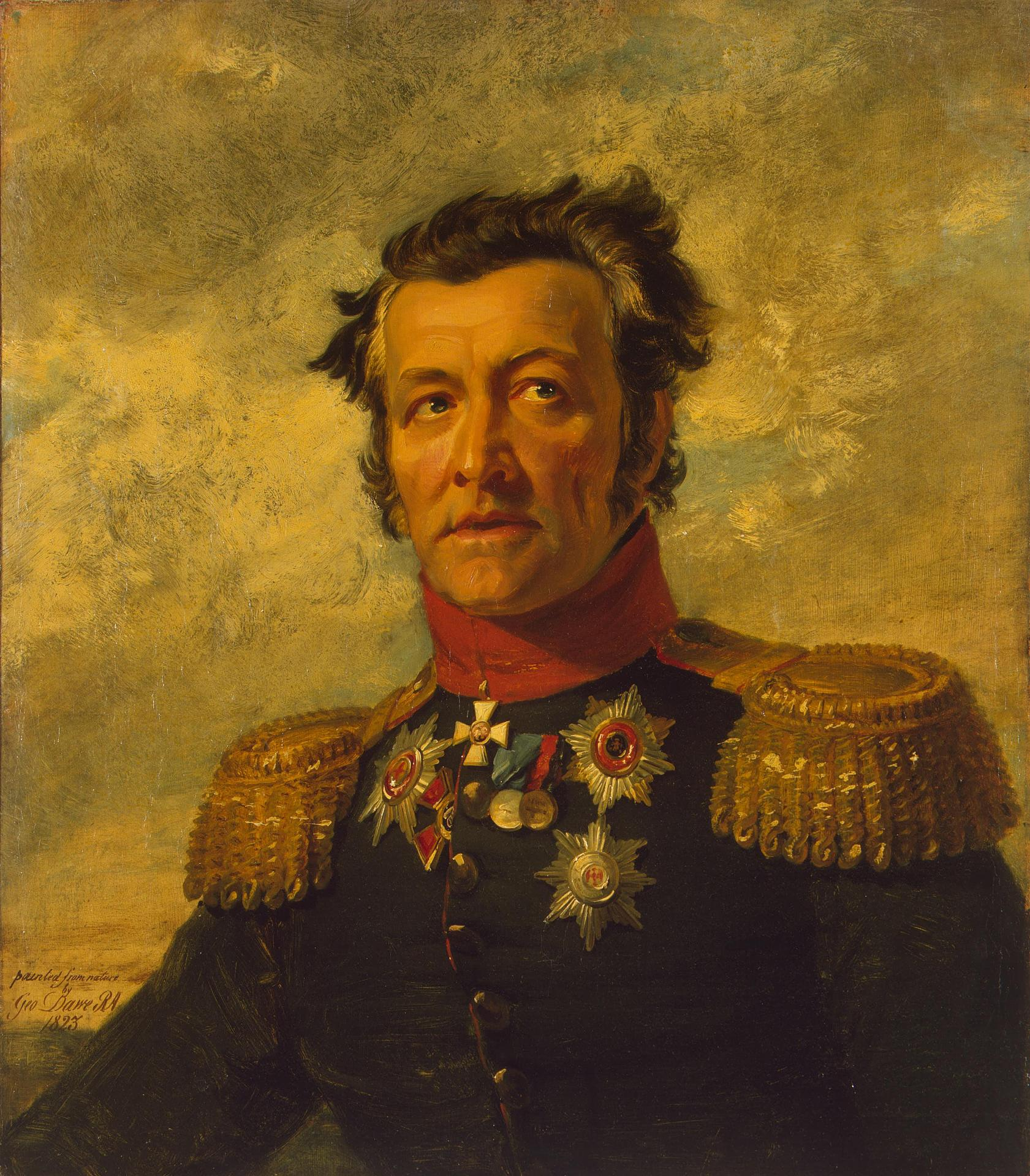
General Gregor von Berg, Porträt von George Dawe

Gregor von Berg (russisch Григорий Максимович Берг; * 5. Augustjul. / 16. August 1765greg. in Lunia; † 14. Märzjul. / 26. März 1838greg. in Reval) war ein russischer General der Infanterie.

## Leben
Gregor war Angehöriger des baltischen Adelsgeschlechts von Berg aus dem Hause Kattentack. Seine Eltern waren der russische General en chef Magnus Johann von Berg (1719–1784) und Eleonora Elisabeth Dorothea, geborene Freiin von Münnich (1729–1775). Der russische Generalleutnant Burchard Magnus von Berg (1764–1838) war sein älterer Bruder.
Er vermählte sich 1792 mit der Witwe seines Vetters Oberstleutnant Christian Wilhelm von Berg († 1789), Hedwig Dorothea, geborene von Sivers (1764–1830), Schwester des livländischen Landrats Peter Reinhold von Sivers (1760–1835). Aus der Ehe gingen acht Kinder hervor, von denen jedoch nur vier das Erwachsenenalter erreichten, lediglich zwei Töchter in den Stand der Ehe traten und der Sohn Kapitän der Garde-Artillerie wurde.
Berg begann seine Laufbahn in der Kaiserlich Russischen Armee 1778 als Sekondeleutnant. Er avancierte 1782 zum Premierleutnant sowie 1783 zum Kapitän in einem Infanterieregiment und Adjutant eines Generals. 1784 wurde er Sekondemajor und 1789 Premiermajor in Finnland, schließlich 1790 Major du jour bei General Igelström, wo er noch im selben Jahr zum Oberstleutnant aufstieg. Als Kommandant von Wilna fand er 1794 Verwendung, avancierte 1797 zum Oberst wurde 1798 Chef eines Musketier-Regiments. Inzwischen Generalmajor, wurde er im Jahr 1800 Chef des nachmaligen kleinrussischen Grenadier-Regiments in Wolhynien. Während des Dritten Koalitionskrieges wurde er 1805 in der Schlacht bei Austerlitz schwer verwundet und gefangen genommen. Im Jahr 1806 wurde er zum Kommandanten von Reval ernannt. 
Im Vaterländischen Krieg von 1812 war er beim I. Armeekorps unter dem Grafen von Wittgenstein Kommandeur der 5. Infanterie-Division. Nach seinem Einsatz in der Schlacht bei Kljastizy erhielt er seine Beförderung zum Generalleutnant und den St.-Georgs-Orden III. Klasse. Er kämpfte infolge zum Schutz der Düna-Linie in den beiden Schlachten von Polozk und verfolgte die Franzosen nach dem Sieg bei Tschaschniki über die Lukomla nach Smolyani. In den Befreiungskriegen bewährte er sich nach Teilnahme an der Belagerung von Danzig (19. bis 26. Januar 1813) besonders im Frühjahrsfeldzug. Anfang März 1813 kämpfte sein Korps unter General Graf von Wittgenstein im Raum Berlin, für seinen Einsatz in der Schlacht bei Möckern wurde er mit Roten Adlerorden Preußens ausgezeichnet. In der Schlussphase der Schlacht von Lützen (2. Mai) deckte er den alliierten Rückzug, für diese Leistung wurde er am 2. Juni 1813 mit dem Orden des Heiligen Georg 3. Klasse ausgezeichnet. Während der Schlacht von Bautzen  (20./21. Mai 1813) konnten seine Truppen verhindern, dass französische Truppen eine der Flanken der russisch-preußischen Schlachtlinie umgehen konnten. Er wurde am 22. Mai 1813 bei Reichenbach erneut schwer verwundet und musste das Schlachtfeld verlassen. Er wurde anschließend wieder als Kommandant von Reval eingesetzt. Am 12. Dezember 1823 stieg er zum General der Infanterie auf und erhielt 1827 den Alexander-Newski-Orden. Von 25. März 1828 bis 9. Februar 1832 war er Militär-Gouverneur von Reval.

## Werke
- Autobiographie des Generals der Infanterie Gregor von Berg. Dresden 1871 (archive.org).